# 유희왕 태그포스 시리즈
유희왕 태그포스 시리즈는 코나미 디지털 엔터테인먼트에서 발매된 TV 애니메이션 유희왕 듀얼몬스터즈 GX 혹은 유희왕 5D's를 주제로 한 대전형 카드게임 시리즈이다. 줄여서 태그포스 혹은 TF라고 한다.

## 개요
컴퓨터게임 유희왕 듀얼몬스터즈 시리즈 중 처음으로 태그듀얼을 내세운 시리즈이다. 3D 애니메이션 등장인물에 목소리는 애니메이션 성우를 써서 애니 못지않은 연출을 즐길수 있다. 애니메이션 오리지널 카드를 여러개 등록하는 등, 캐릭터적 요소가 강한 게임이다. 게임의 퀄리티도 높고, 발매당시까지의 대부분의 카드가 등록되어 있다.카드  업데이트나 복잡한 룰 해석, 체인을 자동계산하는 기능도 탑재하고 있다. 그렇기에 통신대전은 실제 카드게임과 견주어도 손색없는 게임이 되었다. TCG게임과 캐릭터게임 두가지를 합한 이색적인 게임이다. 반년에 한번 개정되는 제한리스트를 다운 받을 수 있지만, CPU가 사용하는 덱은 다운로드한 제한 리스트에 대응시키는 게 불가능하다.
1~3까지는 유희왕 듀얼몬스터즈GX를 무대로 했지만 4이후로는 다음 애니메이션인 유희왕5D's를 무대로 한 시리즈를 발매하고있다.

## 시리즈 타이틀 일람

### 넘버링 타이틀
- 유희왕 듀얼 몬스터즈GX 태그포스(PSP) - 2006년 9월 14일
- 유희왕 듀얼 몬스터즈GX 태그포스2(PSP) - 2007년 9월 27일
- 유희왕 듀얼 몬스터즈GX 태그포스3(PSP) - 2008년 11월 27일
- 유희왕 듀얼 몬스터즈 태그포스4(PSP) - 2009년 9월 17일
- 유희왕5D's 태그포스5(PSP) - 2010년 9월 16일
- 유희왕5D's 태그포스6(PSP) - 2011년 9월 22일
- 유희왕 ARC-V 태그포스 스페셜 - 2015년 1월 22일

### 리메이크 타이틀
- 유희왕 듀얼몬스터즈GX 태그포스 에볼루션(PS2) - 2007년 12월 6일